# Udea nordmanni
Udea nordmanni là một loài bướm đêm trong họ Crambidae.